# 小行星4935
小行星4935（英語：4935 Maslachkova）是一颗围绕太阳公转的小行星。1985年8月13日，尼古拉·切爾尼赫在克里米亚发现了此天体。
这颗小行星的绝对星等为274.8912385045869等。